# Longbow

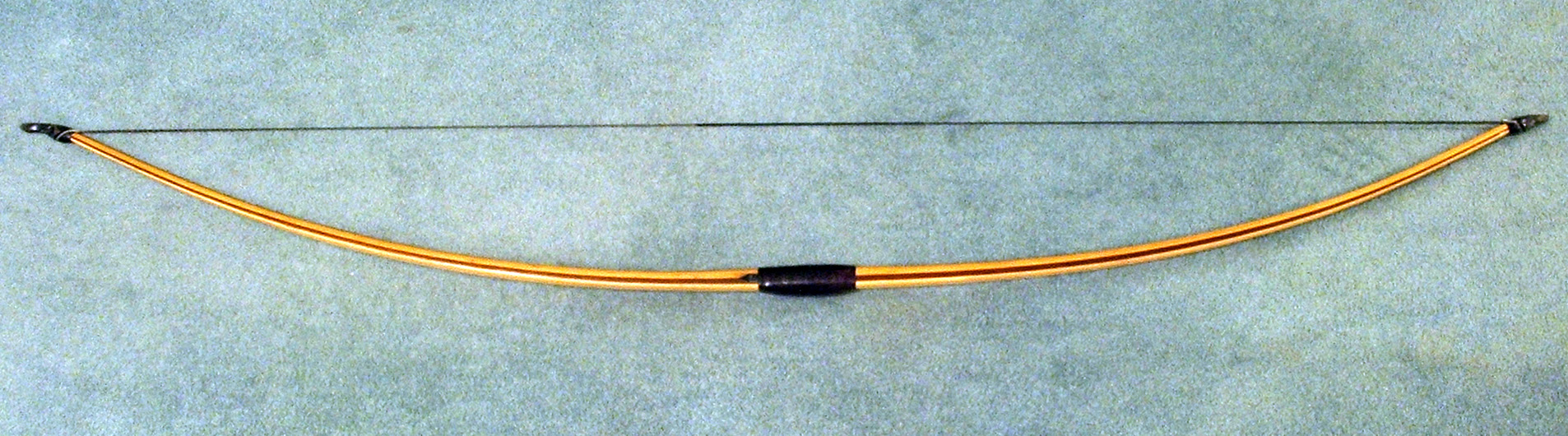
Longbow

Een longbow (Engels voor lange boog) is een handboog waarmee de Engelse legers in de Honderdjarige Oorlog veel overwinningen op de Fransen hebben behaald.
De Engelsen leerden dit gevechtswapen kennen in hun strijd tegen de Keltische bewoners van Wales, die dankzij dit wapen de Engelsen vele eeuwen buiten de deur hebben weten te houden. Wat het aantal ridders betreft, konden de Engelse legers zich in de 14e en 15e eeuw volstrekt niet meten met de Fransen, maar ze maakten dat meer dan goed door de inzet van goed getrainde boogschutters. De longbow, die manshoog was en veel kracht vereiste bij het spannen, kon wel 300 meter ver schieten en deed qua penetratievermogen weinig onder voor de kruisboog, maar een geoefend longbowschutter kon er veel meer pijlen per minuut mee afschieten. De pijlen van beide wapens waren in staat om een harnas te doorboren.
De longbow was minstens zo effectief als de eerste vuurwapens, de haakbussen en musketten. Toch werd de handboog meer en meer naar de achtergrond verdrongen. De reden was dat een soldaat in een paar dagen kon leren goed overweg te gaan met een haakbus, musket of kruisboog, terwijl het hanteren van de longbow vele jaren training kostte.
De longbow wordt tegenwoordig, naast modernere bogen als de recurve- en compoundboog, nog steeds gebruikt voor boogschieten.